# 코르후트 미하이
코르후트 미하이(헝가리어: Korhut Mihály, 1988년 12월 1일 ~ )는 데브레첸에서 레프트 백으로 활약하고 있는 헝가리의 축구 선수이다.

## 수상
데브레첸
- 넴제티 버이녹샤그 I (3): 2010, 2012, 2014
- 헝가리 컵 (2): 2010, 2012